# 阿尔东 (莱昂省)
阿尔东，是西班牙卡斯蒂利亚-莱昂莱昂省的一个市镇。总面积49平方公里，总人口690人（2001年），人口密度14人/平方公里。